# Okehampton (stacja kolejowa)
Okehampton – stacja kolejowa w Okehampton w hrabstwie Devon w Anglii, końcowa stacja linii Dartmoor Line. Stacja obsługuje linię kolejową z Exeter St Davids.

## Historia
Stacja została otwarta w r. 1871 i obsługiwała połączenia do Londynu. Zlikwidowana w r. 1972 na mocy tzw. Beeching Axe - likwidacji nierentownych kolei i infrastruktury kolejowej. Otwarta ponownie w r. 1997 decyzją władz hrabstwa, chcących ograniczyć ruch samochodowy w parku narodowym Dartmoor. Stacja jest odnowiona i utrzymana w stylu lat dwudziestych XX w. W r. 2008 linię Dartmoor Railway nabyła firma Iowa Pacific Holdings, która uruchomiła połączenia weekendowe. W r. 2021 ze stacji ponownie uruchomiono połączenia do stacji Exeter Central (wybrane kursy skrócone do stacji Exeter St Davids), kursujące początkowo co 2 godziny, a od maja 2022 – co godzinę.